# Wilhelm Engel (Pfarrer)
Georg Michael Wilhelm Engel (* 16. Juli 1903 in Ansbach; † 21. September 1954) war ein evangelisch-lutherischer Pfarrer und Herausgeber der Schriften der Deutschen Christen.

## Leben und Wirken
Engel war ab 1926 Mitglied des Predigerseminars in Eisenach und war nach erfolgter Promotion ab 1927 Vikar in Werdau. Nach der am 12. August 1928 erfolgten Ordination war er vierter Pfarrer bzw. zweiter Diakon an der dortigen St. Marien- oder Frauenkirche. Zum 1. März 1931 trat er der NSDAP bei (Mitgliedsnummer 451.779) und galt daher als „alter nationalsozialistischer Kämpfer“.
Die Machtergreifung der Nationalsozialisten am 30. Januar 1933 war seiner weiteren Karriere förderlich. Er wurde vom Landeskirchenamt Sachsen mit der Leitung der Landeskirchlichen Presse- und Nachrichtenstelle in Dresden betraut und zum Oberkirchenrat ernannt. Von August bis Oktober 1933 war er Gauobmann der in Sachsen konstituierten Glaubensbewegung „Deutsche Christen“ unter Landesbischof Friedrich Coch.
Als im Herbst 1933 die gutdotierte Pfarrstelle in der Stadt Lauenstein im Erzgebirge frei wurde, wurde er vom sächsischen Landesbischof zum neuen Ortspfarrer ernannt und am 19. November 1933 durch den Superintendenten von Dippoldiswalde in dieses Amt eingewiesen. Noch im Verlauf des Jahres 1934 wurde Pfarrer Engel für die NSDAP Stadtverordneter in Lauenstein, doch schon kurze Zeit später wieder in das Landeskirchenamt nach Dresden zurückgeholt.
1938 erfolgte seine Ernennung zum Domprediger in Dresden und 1942 zum Superintendenten in Stollberg/Erzgeb. Nach Ende des Zweiten Weltkrieges bekam er die kleine Pfarrgemeinde von Gundorf, einem Ortsteil von Böhlitz-Ehrenberg, als Pfarrer übertragen.
Er gehörte zu den Gründungsmitgliedern und Aktiven der Sächsischen Arbeitsgemeinschaft für die deutsche evangelische Volkskirche, die als sächsische Landesgruppe der Reichsarbeitsgemeinschaft Deutsche Evangelische Volkskirche angehörte.
Überregionale Bekanntheit erlangte er vor allem als Herausgeber der Schriften der Deutschen Christen.